# 11月26日
11月26日（じゅういちがつにじゅうろくにち）は、グレゴリオ暦で年始から330日目（閏年では331日目）にあたり、年末まであと35日ある。

## できごと

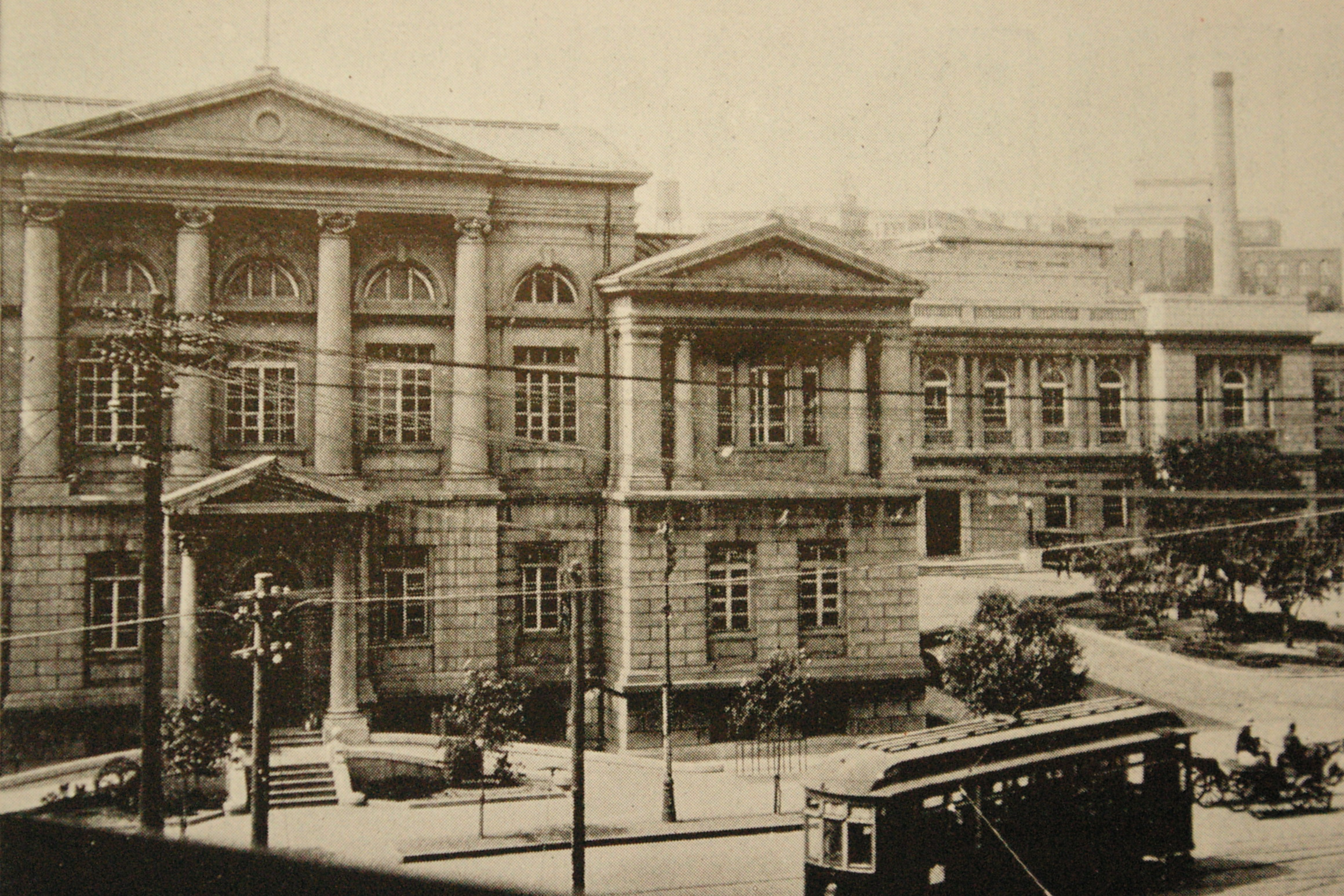
南満洲鉄道設立(1906)。

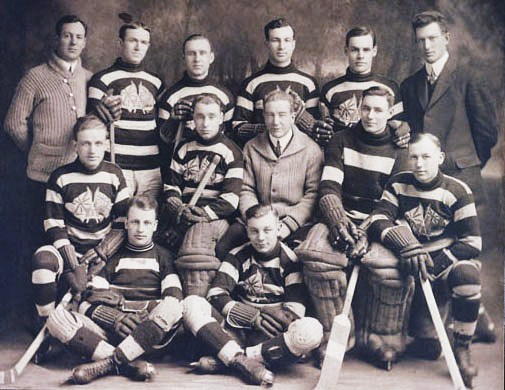
NHL発足(1917)。画像は当時のオタワ・セネターズ。

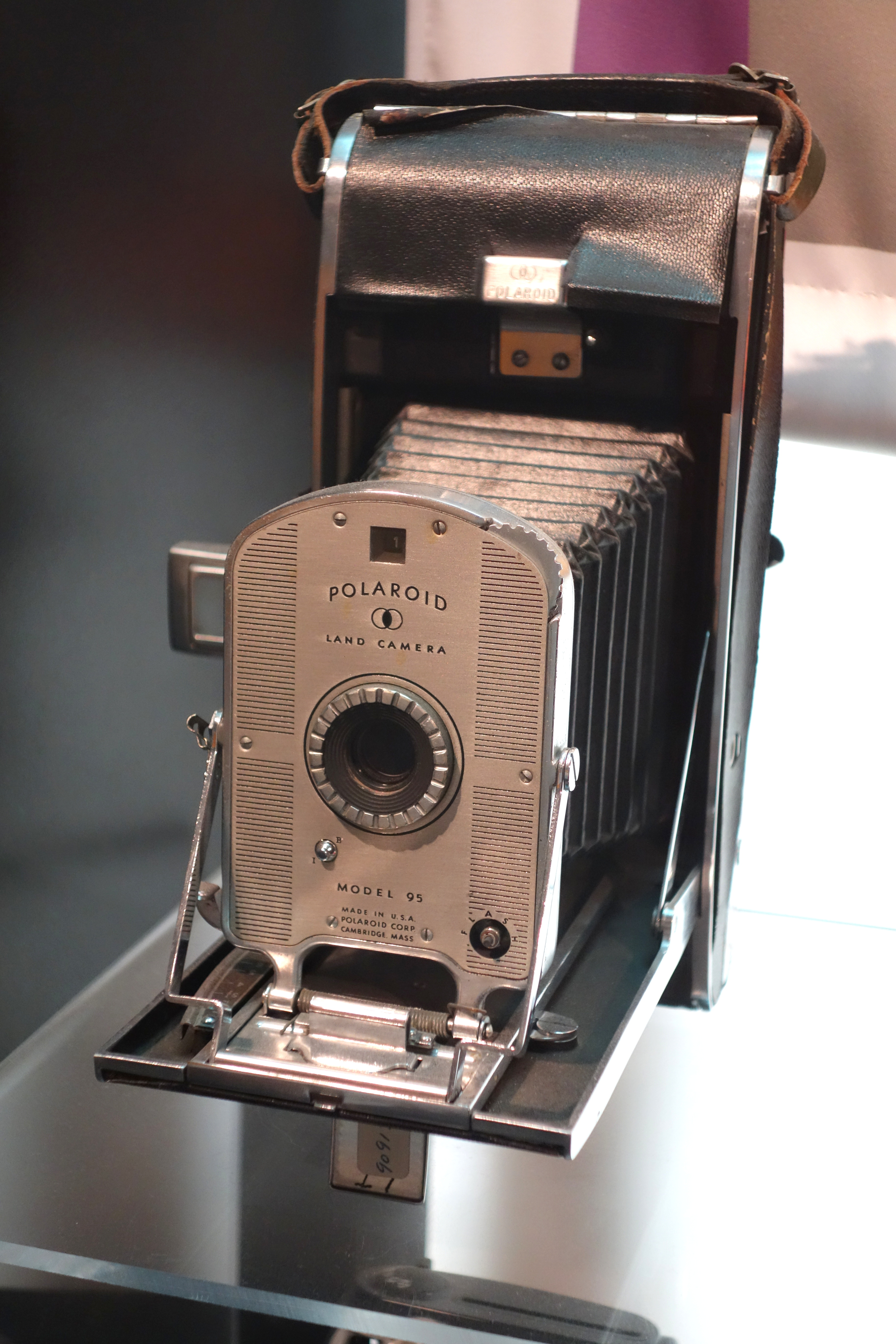
ポラロイド・ランド・カメラ発売(1948)。

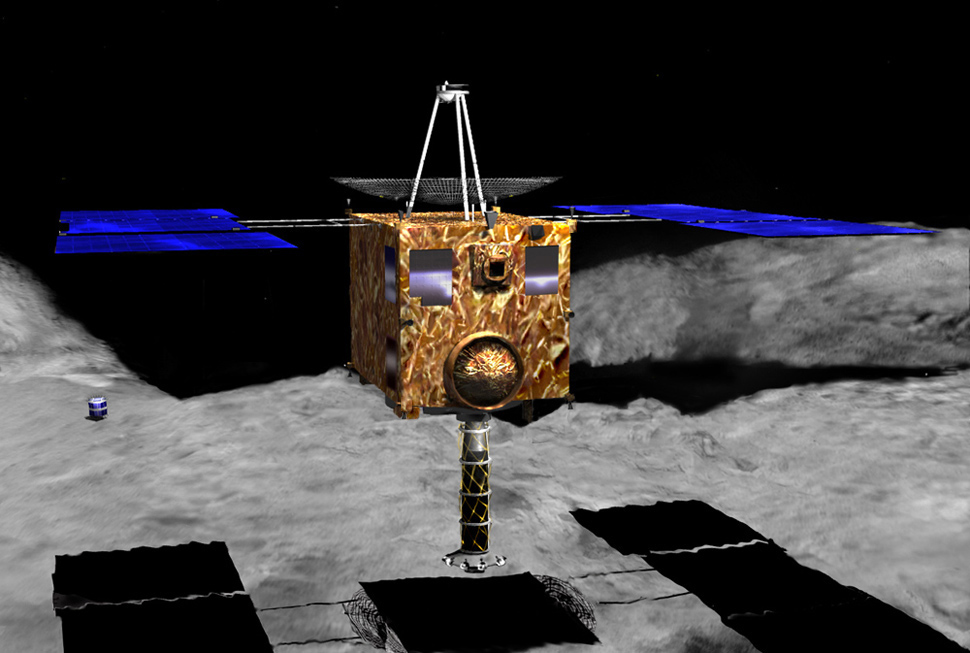
はやぶさがイトカワに着地(2005)。

- 1352年（観応2年11月7日） - 崇光天皇廃位、光厳院政停止。
- 1778年 - ジェームズ・クック船長がヨーロッパ人として初めてマウイ島を訪れる。
- 1805年 - ポントカサステ水路橋が開通[要出典]。
- 1842年 - パリのノートルダム大学が開学。
- 1868年（明治元年10月13日） - 明治天皇が江戸城に入る。名称を東京城と改めて皇居とする。
- 1906年 - 南満洲鉄道（満鉄）設立。
- 1917年 - 北米のプロアイスホッケーリーグNHLが発足。
- 1924年 - モンゴル人民共和国が発足。
- 1930年 - 北伊豆地震が発生。死者・行方不明者272名。
- 1935年 - 日本ペンクラブが発足。初代会長は島崎藤村。
- 1939年 - マイニラ砲撃事件
- 1941年 - 第二次世界大戦: アメリカのハル国務長官がハル・ノートを提示。
- 1941年 - 第二次世界大戦: ユーゴスラビア・パルチザンの指導者らがユーゴスラビア人民解放反ファシスト会議の初の会合を開く。
- 1942年 - 映画『カサブランカ』がニューヨークで世界初公開。
- 1948年 - ポラロイド社が世界初のインスタントカメラ「ポラロイド・ランド・カメラ」を発売。
- 1949年 - プロ野球再編問題: 日本野球連盟が分裂解散し太平洋野球連盟（パシフィック・リーグ）が結成される。
- 1949年 - 西鉄クリッパース（現在の埼玉西武ライオンズ）設立。
- 1963年 - 大韓民国(第三共和国時代)第6代総選挙が行なわれる。
- 1965年 - フランス初の人工衛星「アステリックス」が打上げ。
- 1974年 - 田中角栄首相が金脈問題で辞任表明。
- 1975年 - スト権スト。日本国有鉄道全線がこの日から8日間運休。
- 1989年 - 大相撲11月場所で小錦が幕内初優勝。外国人力士の優勝は高見山以来17年ぶり2人目。
- 1996年 - 大分自動車道が全線開通。
- 1997年 - 德陽シティ銀行が破綻。
- 1998年 - トニー・ブレアがイギリスの首相としては初めてアイルランド議会にて演説。
- 2003年 - ブリストルで超音速輸送機コンコルドの最後のフライトが行われる。
- 2005年 - 日本の小惑星探査機「はやぶさ」が小惑星イトカワに着地し、岩石の採取を行う。2010年6月13日にカプセルが帰還。
- 2005年 - Jリーグ・東京ヴェルディ1969が前身の読売サッカークラブ時代を含め、クラブの歴史で初めてのJ2降格。
- 2008年 - ムンバイ同時多発テロが発生[1]。
- 2010年 - カティンの森事件に関して、ロシア下院はスターリンら指導者が指令を下して起こしたとする声明を決議[2]。

## 誕生日

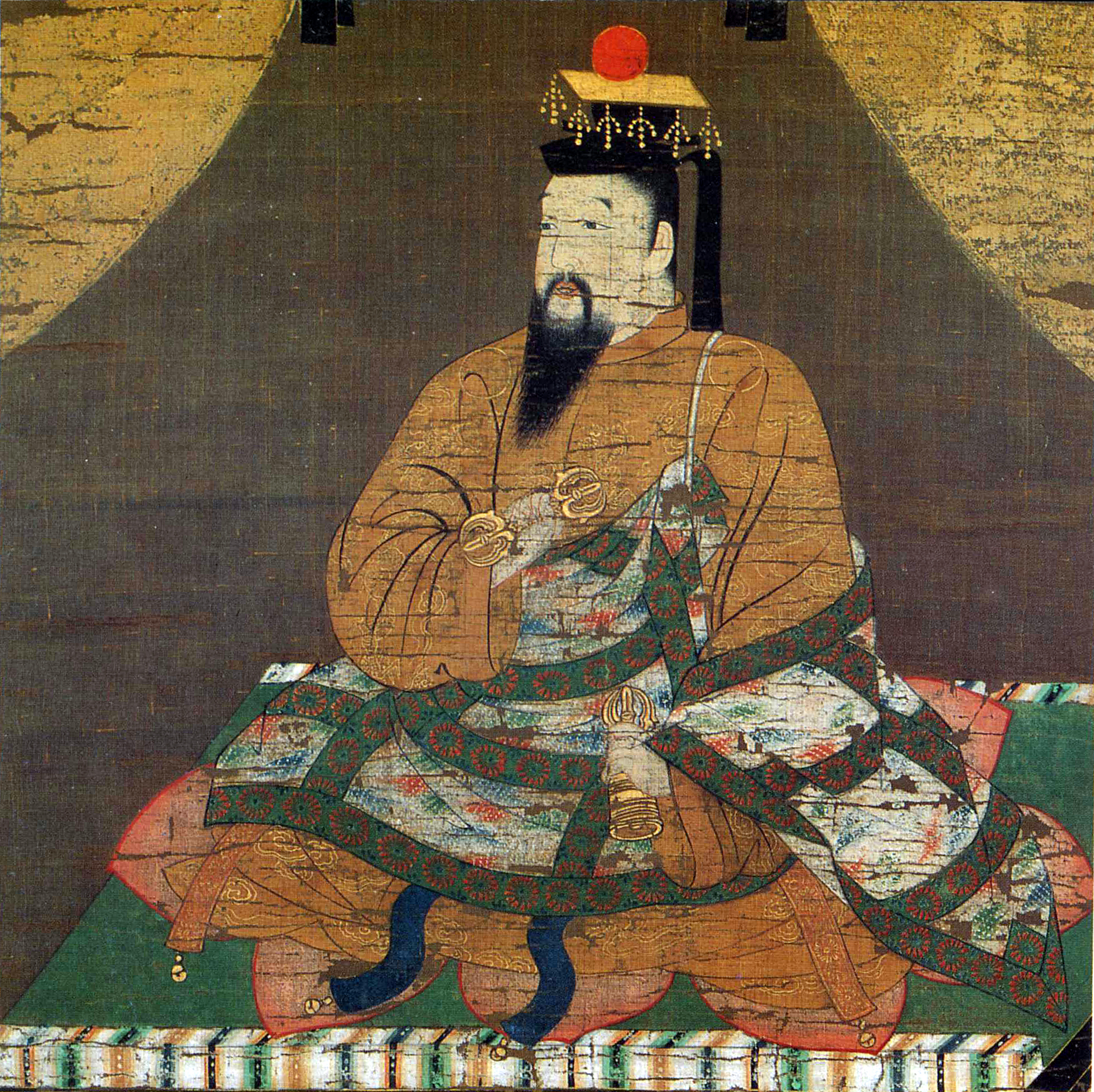
後醍醐天皇(1288-1339)誕生。

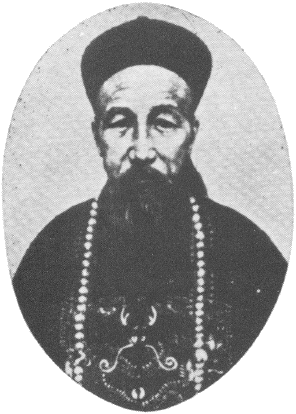
太平天国の乱を鎮圧した曽国藩(1811-1872)誕生。

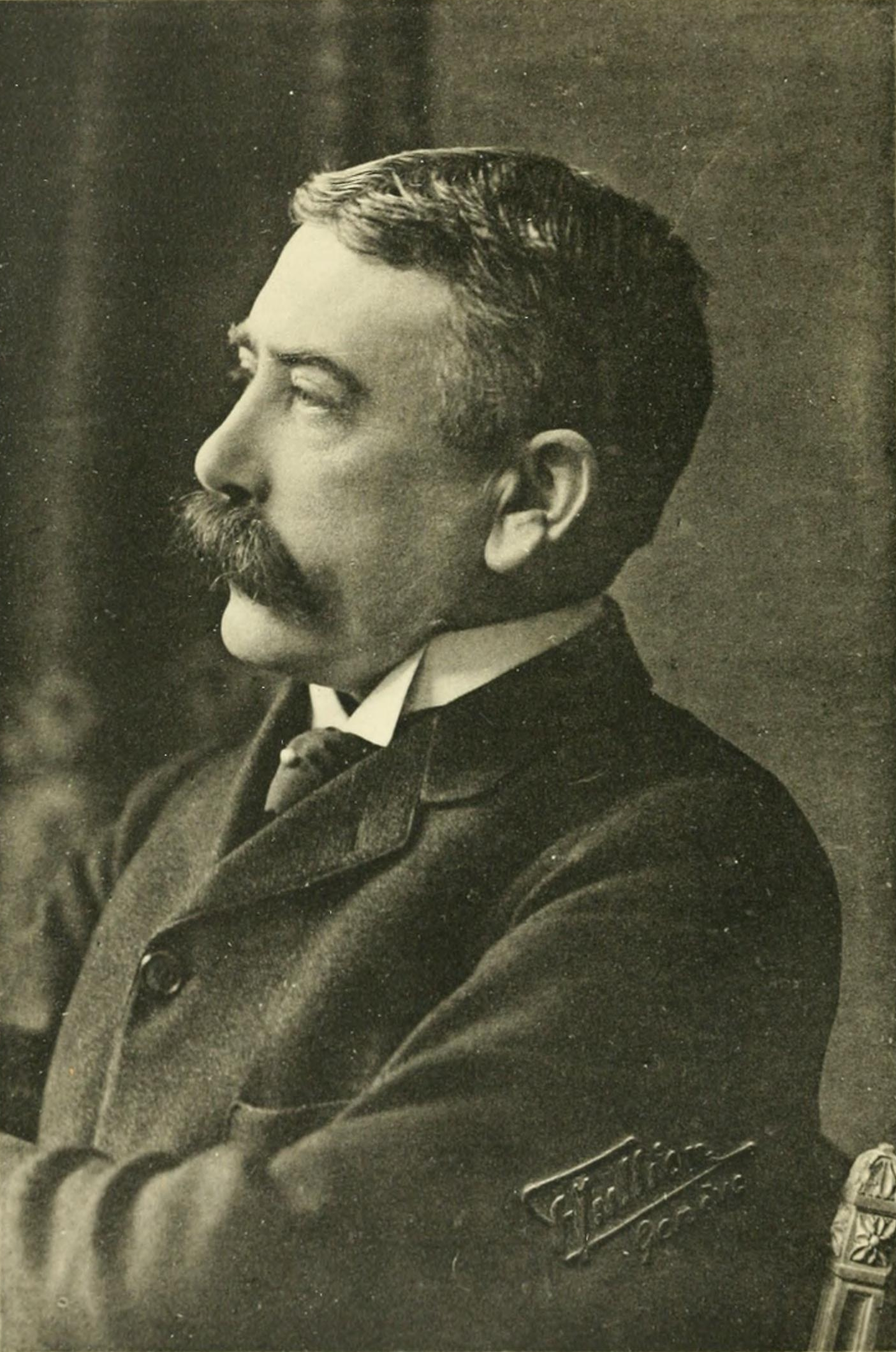
現代構造主義の先駆者となったスイスの言語学者フェルディナン・ド・ソシュール(1811-1872)誕生。

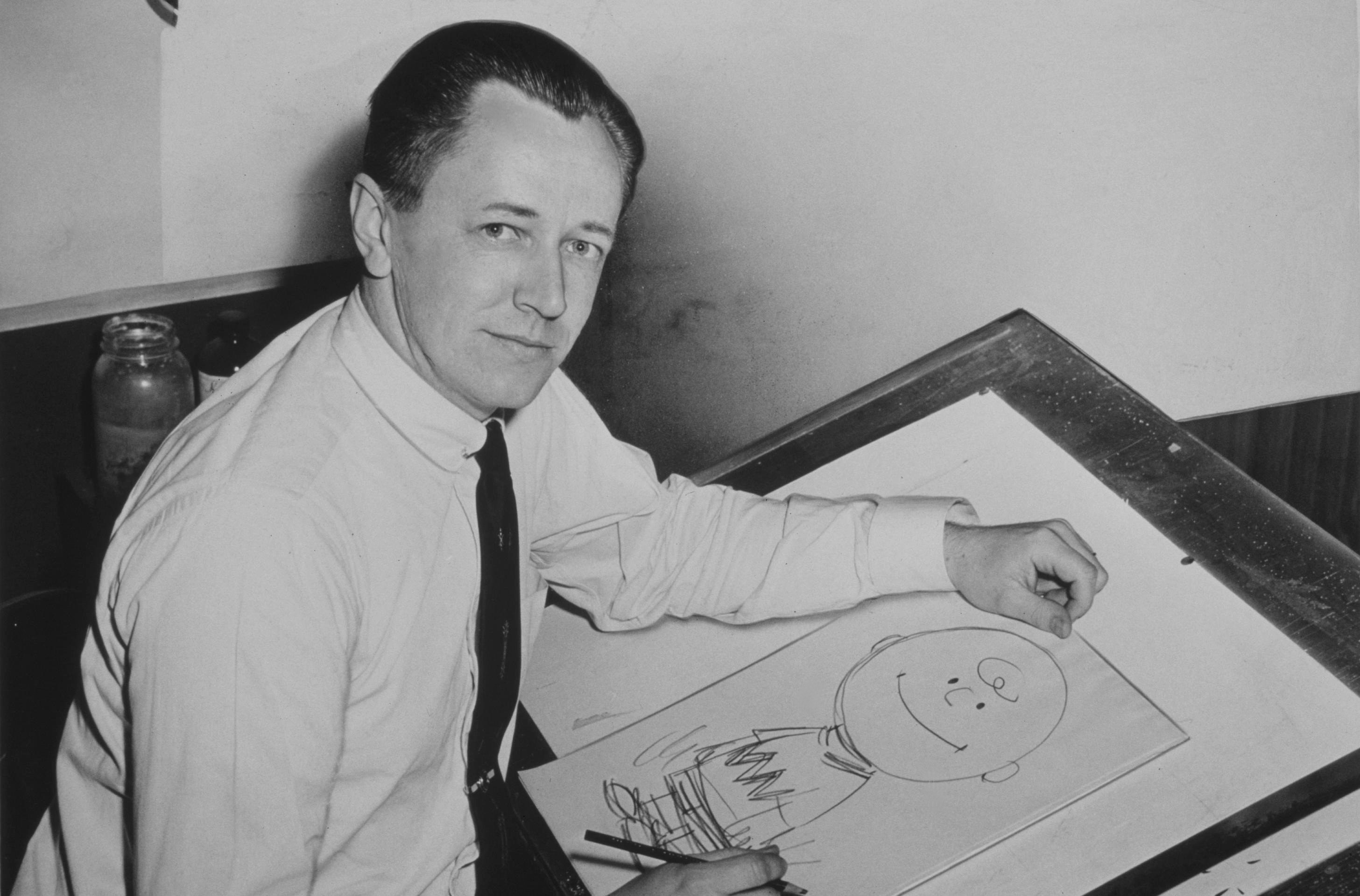
『ピーナッツ』作者、チャールズ・M・シュルツ(1922-2000)誕生。

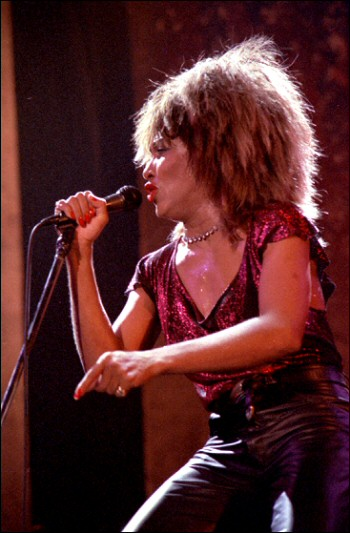
歌手ティナ・ターナー(1939-)誕生。

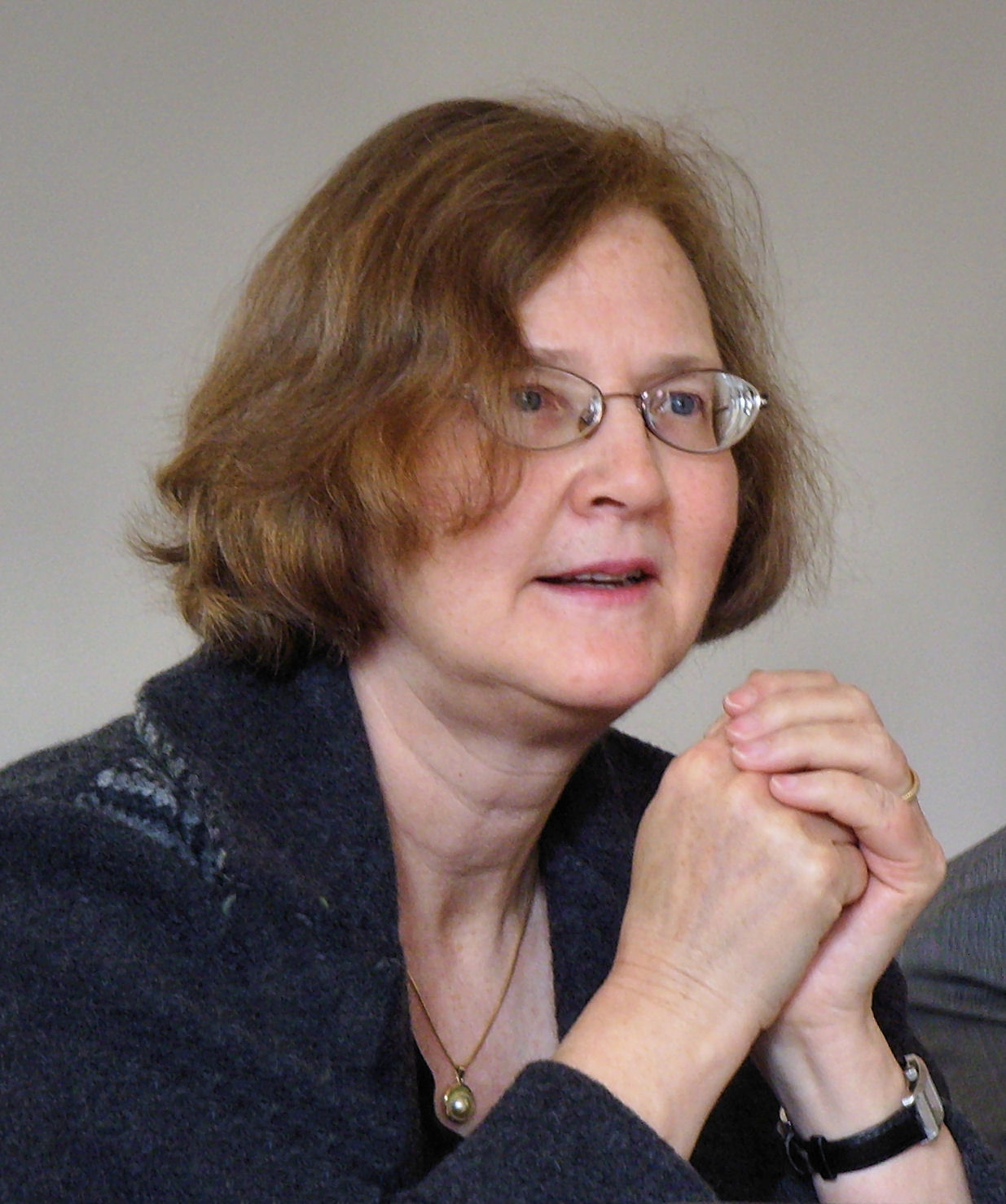
テロメラーゼを発見したアメリカの生物学者、エリザベス・H・ブラックバーン(1948-)誕生。

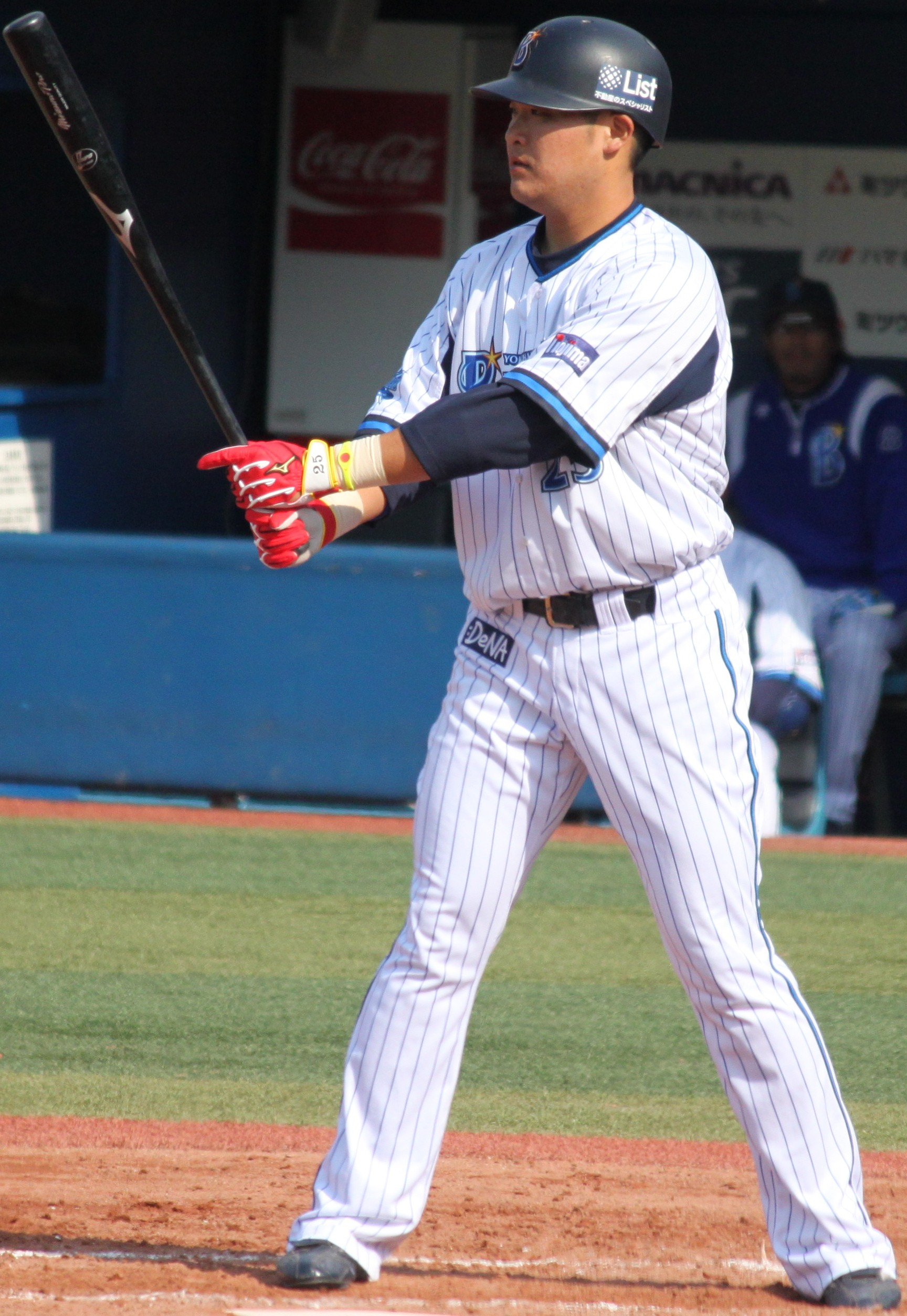
プロ野球選手筒香嘉智(1991-)誕生。

- 1288年（正応元年11月2日） - 後醍醐天皇、第96代天皇（+ 1339年）
- 1623年（元和9年10月5日） - 市橋政信、仁正寺藩主（+ 1704年）
- 1640年（寛永17年10月13日） - 戸沢正誠、新庄藩主（+ 1722年）
- 1706年（宝永3年10月22日） - 小出英持、園部藩主（+ 1767年）
- 1760年（宝暦10年10月19日） - 牧野忠精、長岡藩主（+ 1831年）
- 1811年（嘉慶16年10月11日） - 曽国藩、清の湘軍創設者（+ 1872年）
- 1817年 - アドルフ・ヴュルツ、化学者（+ 1884年）
- 1819年（文政2年10月9日） - 石川総貨、下館藩主（+ 1849年）
- 1822年 - リリー・マーティン・スペンサー、画家（+ 1902年）
- 1830年（天保元年10月12日） - 佐々木高行、土佐藩士、枢密顧問官（+ 1910年）
- 1833年（天保4年10月15日） - 柳沢泰孝、三日藩主（+ 1856年）
- 1832年 - メアリー・エドワーズ・ウォーカー、軍医、フェミニスト（+ 1919年）
- 1837年（天保8年10月29日） - 井上正直、江戸幕府老中、鶴舞藩主（+ 1904年）
- 1838年 - 横山松三郎、写真家、洋画家（+ 1884年）
- 1838年 - ジョン・ニューランズ、化学者（+ 1898年）
- 1847年 - マリア・フョードロヴナ、ロシア皇帝アレクサンドル3世の皇后（+ 1928年）
- 1857年 - フェルディナン・ド・ソシュール、言語学者（+ 1913年）
- 1862年 - オーレル・スタイン、探検家（+ 1943年）
- 1866年 - ヒュー・ダフィー、プロ野球選手（+ 1954年）
- 1869年 - モード、ノルウェー王ホーコン7世の妃（+ 1938年）
- 1871年（明治4年10月14日） - 副島道正、実業家、IOC委員（+ 1948年）
- 1876年 - 上杉憲章、米沢上杉家15代目当主（+ 1953年）
- 1882年 - 鈴木富士彌、弁護士、政治家（+ 1946年）
- 1883年 - 林家とみ、三味線奏者（+ 1970年）
- 1885年 - ハインリヒ・ブリューニング、政治家、第12代ドイツ国首相（+ 1970年）
- 1888年 - フランシスコ・カナロ、タンゴのヴァイオリニスト、指揮者（+ 1964年）
- 1892年 - 三杦磯善七、元大相撲力士（+ 1951年）
- 1894年 - ノーバート・ウィーナー、数学者（+ 1964年）
- 1895年 - ビル・ウィルソン、アルコール依存症克服運動家、アルコホーリクス・アノニマス共同創設者（+ 1971年）
- 1895年 - ベルティル・リンドブラッド、天文学者（+ 1965年）
- 1898年 - カール・ツィーグラー、化学者（+ 1973年）
- 1908年 - レフティ・ゴメス、元プロ野球選手（+ 1989年）
- 1909年 - ウジェーヌ・イヨネスコ、劇作家（+ 1994年）
- 1911年 - サミュエル・ハーマン・レシェフスキー、チェスの選手（+ 1992年）
- 1913年 - マーティン・ワイト、歴史学者（+ 1972年）
- 1915年 - 林田悠紀夫、政治家（+ 2007年）
- 1915年 - アール・ワイルド、ピアニスト（+ 2010年）
- 1918年 - パトリシオ・エイルウィン、政治家、チリ大統領（+ 2016年）
- 1919年 - フレデリック・ポール、SF作家（+ 2013年）
- 1919年 - 深見安博、元プロ野球選手（+ 1972年）
- 1922年 - チャールズ・モンロー・シュルツ、漫画家（+ 2000年）
- 1922年 - 宮城千賀子、女優（+ 1996年）
- 1922年 - 元永定正、画家、絵本作家 （+ 2011年）
- 1923年 - ロバート・ハインド、動物行動学者（+ 2016年）
- 1924年 - ジョージ・シーガル、彫刻家（+ 2000年）
- 1925年 - ユージン・イストミン、ピアニスト（+ 2003年）
- 1927年 - 奥田敬和、政治家（+ 1998年）
- 1929年 - スラフコ・アヴセニク（英語版）、アコーディオン奏者（+ 2015年）
- 1931年 - ヨーゼフ・シヴォー、ヴァイオリニスト（+ 2007年）
- 1932年 - 久島正、政治家、元北海道北見市長（+ 2005年）
- 1932年 - 河野基比古、映画評論家（+ 1991年）
- 1932年 - 橋本萬太郎、言語学者（+ 1987年）
- 1933年 - 鈴木則文、映画監督、脚本家（+ 2014年）
- 1933年 - 柿澤弘治、政治家（+ 2009年）
- 1933年 - ロバート・グーレ、歌手、俳優（+ 2007年）
- 1934年 - 上武やす子、アイヌ文化伝承者、刺繡作家
- 1935年 - 荒砂任司、元プロ野球選手（+ 2013年）
- 1936年 - 足立康、歴史学者、翻訳家（+ 2021年）
- 1937年 - 矢野進、元騎手、調教師（+ 2022年）
- 1939年 - アブドラ・バダウィ、政治家、マレーシア首相（+ 2025年）
- 1939年 - ティナ・ターナー、歌手（+ 2023年）
- 1939年 - 水垣洋子、声優
- 1940年 - 琴櫻傑將、大相撲第53代横綱、年寄12代佐渡ヶ嶽（+ 2007年）
- 1940年 - 中野寛成、政治家
- 1940年 - 吉川春子、政治家
- 1940年 - エンリコ・ボンビエリ、数学者
- 1941年 - エイモス・ギャレット、ミュージシャン
- 1942年 - カルーセル麻紀、タレント
- 1942年 - 佐藤進、元プロ野球選手
- 1942年 - ヤン・ステナルード、アメリカンフットボール選手
- 1944年 - 杉山武彦、交通学者、一橋大学学長
- 1945年 - 赤松正雄、政治家
- 1946年 - 下條アトム、俳優 （+ 2025年）
- 1946年 - 苅谷俊介、俳優
- 1946年 - 宮村智、元大蔵官僚
- 1947年 - 牛若丸原田、プロボクサー（+ 2016年）
- 1948年 - エリザベス・H・ブラックバーン、生物学者
- 1949年 - 工藤壽樹、政治家、北海道函館市長
- 1949年 - 星野秀孝、元プロ野球選手
- 1949年 - マリ・アルカティリ、東ティモール初代首相
- 1950年 - 半田実、元プロ野球選手
- 1951年 - 松岡徹、元政治家
- 1952年 - 菅原弥三郎、元レスリング選手
- 1952年 - ウェンディ・ターンブル、テニス選手
- 1953年 - 佐山雅弘、ジャズピアニスト、作曲家（+ 2018年）
- 1954年 - ウラジミール・セリン、調教師
- 1954年 - 安西正弘、声優 （+ 2021年）
- 1955年 - 保坂展人、政治家
- 1956年 - 柿崎幸男、元プロ野球選手
- 1956年 - 大和龍門、居合道教士
- 1958年 - 宮脇明子、漫画家
- 1960年 - 山森雅文、元プロ野球選手
- 1961年 - 池田憲治、自治・総務官僚
- 1961年 - ラインハルト・シュトゥンプ、元サッカー選手
- 1962年 - 古宮洋二、実業家、JR九州社長
- 1962年 - 伊勢幸一、エンジニア、作家
- 1962年 - 横田真之、元プロ野球選手
- 1962年 - 山本博美、元歌手
- 1962年 - チャック・フィンリー、元プロ野球選手
- 1963年 - 最相葉月、ノンフィクション作家、編集者
- 1963年 - 岸大武郎、漫画家
- 1963年 - 三代目市川右團次、歌舞伎役者、俳優
- 1964年 - 中竹和也、騎手、調教師
- 1964年 - フレニ・シュナイダー、アルペンスキー選手
- 1965年 - 香寿たつき、女優、元宝塚歌劇団星組トップスター
- 1965年 - 高橋利光、ミュージシャン、アレンジャー（クレイジーケンバンド）
- 1965年 - 石垣ゆうき、漫画家
- 1966年 - スージー鈴木、音楽評論家、小説家、野球評論家、ラジオパーソナリティ
- 1966年 - ただのいっこ、元俳優
- 1966年 - ブライアン・ハリス、プロレスラー
- 1966年 - 三遊亭多歌介、落語家（+ 2021年）
- 1967年 - DJ TSUYOSHI、DJ
- 1968年 - 秋葉就一、政治家、元千葉県八千代市長
- 1968年 - 笑福亭生喬、落語家
- 1968年 - 潮崎哲也、元プロ野球選手
- 1968年 - クレア・リトリー、グラフィックデザイナー、歌手
- 1969年 - マルジャン・サトラピ、随筆家、漫画家
- 1969年 - 土井善和、元野球選手
- 1971年 - 名良橋晃、元サッカー選手、指導者
- 1972年 - 海本慶治、元サッカー選手、指導者
- 1972年 - Ryo、MC（ケツメイシ）
- 1973年 - 高木礼子、声優
- 1973年 - 前川泰之、俳優
- 1973年 - ジョン・ジマーマン、フィギュアスケート選手
- 1974年 - 華桜小桃、漫画家
- 1974年 - 暁月めぐみ、歌手
- 1974年 - 辻三蔵、競馬記者
- 1974年 - 勝野大、元ラグビー選手（+ 2025年）
- 1975年 - PUSHIM、歌手
- 1975年 - 市川猿之助 (4代目)、歌舞伎役者
- 1975年 - パトリス・ローゾン、フィギュアスケート選手
- 1975年 - 池田豪、元野球選手
- 1976年 - ブライアン・シュナイダー、元プロ野球選手
- 1976年 - 水野敬也、作家
- 1977年 - 鈴木勝大、サッカー指導者、元サッカー選手
- 1977年 - イヴァン・バッソ、自転車競技選手
- 1977年 - ポール・ビネボーズ、フィギュアスケート選手
- 1978年 - 福山潤、声優
- 1978年 - 江草天仁、漫画家、イラストレーター
- 1979年 - 田川まゆみ、タレント、ディスクジョッキー
- 1980年 - 大野智、歌手、俳優（嵐）
- 1980年 - 小野寺力、元プロ野球選手
- 1980年 - 久嶋美さち、歌手
- 1981年 - 大城バネサ、歌手
- 1981年 - ナターシャ・ベディングフィールド、歌手
- 1981年 - 青木高広、元プロ野球選手
- 1981年 - ステファン・アンデルセン、サッカー選手
- 1982年 - TEE、歌手
- 1982年 - 鈴木梢、アナウンサー、リポーター
- 1982年 - 山田雄太、ラジオDJ、ミュージシャン（HAMBURGER BOYS、元MEN☆SOUL）
- 1983年 - 三浦悠、俳優
- 1983年 - 加藤英美里、声優
- 1983年 - 猪狩翔一、ミュージシャン（tacica）
- 1983年 - 丸山隆平、歌手、ミュージシャン（SUPER EIGHT）
- 1983年 - 丸山耕路、ピアニスト
- 1983年 - りおし、漫画家
- 1983年 - マット・ガーザ、プロ野球選手
- 1984年 - 春風亭昇々、落語家
- 1984年 - アントニオ・プエルタ、サッカー選手（+ 2007年）
- 1984年 - トム・スコット、YouTuber、Webデベロッパー
- 1985年 - 三木崇史、俳優
- 1985年 - 斉藤美穂、元グラビアアイドル
- 1985年 - 小宮山慎二、元プロ野球選手
- 1986年 - 伊禮友希恵、アクション女優
- 1986年 - 伊藤かな恵、声優
- 1986年 - 佐藤悠基、陸上競技選手
- 1986年 - M-chan、トランペットプレイヤー（元ピストルバルブ）
- 1987年 - 秋山里奈、パラリンピック競泳選手
- 1987年 - 五月女舞香、アナウンサー
- 1987年 - 日野紗里亜、政治家
- 1987年 - 三辻茜、モデル、俳優
- 1988年 - 生田善子、声優
- 1988年 - 與真司郎、歌手（AAA）
- 1988年 - 小林優美、ファッションモデル
- 1988年 - 北篤、元プロ野球選手
- 1988年 - 入野貴大、元プロ野球選手
- 1988年 - 倉田秋、サッカー選手
- 1988年 - ハフソー・ユリウス・ビョルンソン、俳優
- 1989年 - 高橋巧、ロードレースライダー
- 1989年 - 三城千咲、レースクイーン、モデル
- 1989年 - 希咲あや、元AV女優
- 1989年 - ピョ・ヨンミョン、フィギュアスケート選手
- 1990年 - tofubeats、歌手
- 1990年 - マリア・モンコ、フィギュアスケート選手
- 1990年 - エルメール・レイエス、プロ野球選手
- 1990年 - ダニー・ウェルベック、サッカー選手
- 1990年 - リタ・オラ、歌手
- 1990年 - 小野早稀、声優
- 1991年 - 筒香嘉智、プロ野球選手
- 1991年 - 奥本貴之、プロボクサー
- 1991年 - 石垣真央、カーリング選手
- 1991年 - 柴田愛、津軽三味線奏者（柴田三兄妹）
- 1991年 - 山本真夢、女優、モデル
- 1991年 - 新田朝子、国連職員、元アナウンサー
- 1991年 - マノロ・ガッビアディーニ、サッカー選手
- 1992年 - 井澤勇貴、俳優（元HotchPotchi）
- 1993年 - 小野恵令奈、元タレント（元AKB48）
- 1993年 - 船越涼太、元プロ野球選手
- 1993年 - キム・ミンテ、サッカー選手
- 1994年 - 吉倉あおい、ファッションモデル、女優
- 1994年 - 吉川美冴貴、ミュージシャン（SHISHAMO）
- 1994年 - 村上りいな、グラビアアイドル、女優（元フラミングの法則）
- 1994年 - 篠原光、ゲームキャスター、元アナウンサー
- 1994年 - 伊藤達哉、バスケットボール選手
- 1995年 - 伊豆田莉奈、アイドル（元AKB48・元CGM48）
- 1996年 - 黒田大夢、ミュージカル俳優
- 1996年 - Shu、音楽家・ボカロP
- 1997年 - 相楽伊織、ファッションモデル、元アイドル（元乃木坂46）
- 1998年 - 川口葵、グラビアアイドル
- 1999年 - 竹野留里、歌手
- 1999年 - 十文字陽亮、アイスホッケー選手、YouTuber
- 1999年 - 濱尾ノリタカ、俳優
- 2000年 - 黒木麗奈、ファッションモデル
- 2000年 - 上田理子、アイドル（ばってん少女隊）
- 2000年 - 佐野愛花、アイドル（CUTIE STREET）
- 2001年 - 元木湧、アイドル（ジュニア、少年忍者）
- 2001年 - 白岩優奈、フィギュアスケート選手
- 2002年 - 植村颯太、俳優、モデル
- 2003年 - 櫻井梨子、スキージャンプ選手
- 2004年 - 齋藤樹愛羅、アイドル（=LOVE、元アモレカリーナ東京）
- 2007年 - 希空、YouTuber、TikToker
- 生年不詳 - 石上美帆、声優
- 生年不詳 - 斉藤千恵子、声優
- 生年不詳 - 坂田恵理歌、声優
- 生年不詳 - 永井孝則、声優
- 生年不詳 - 根本優奈、声優
- 生年不詳 - 麦穂あんな、声優
- 生年非公表 - フワちゃん、お笑いタレント、YouTuber

## 忌日

### 人物

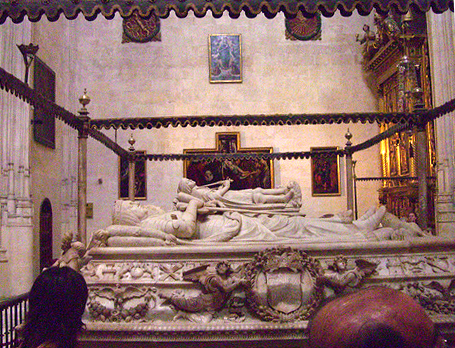
カスティーリャ女王、イサベル1世(1451-1504)没。夫フェルナンド2世と並ぶ棺。

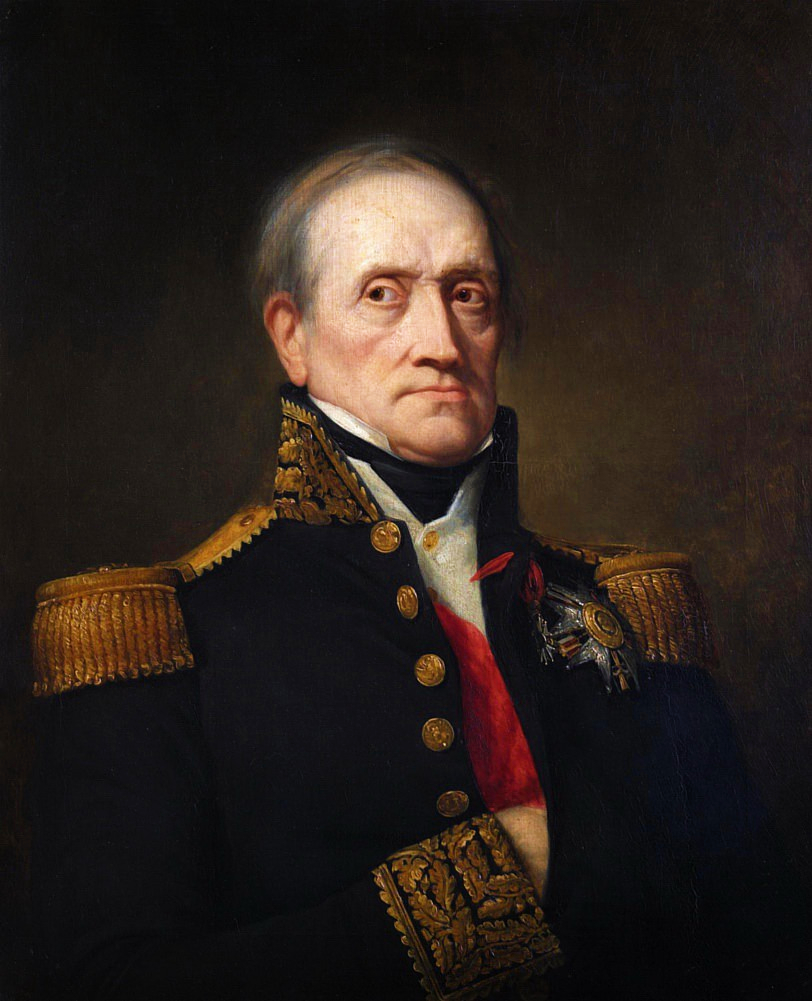
ナポレオン麾下の名将にしてフランス大元帥、ニコラ＝ジャン・ド・デュ・スールト(1769-1851)没。

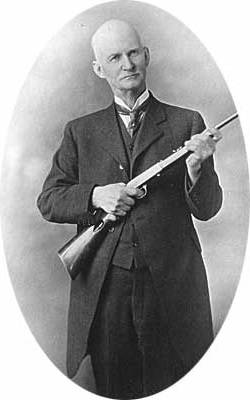
アメリカの銃器設計者、ジョン・ブローニング(1855-1926)急死。

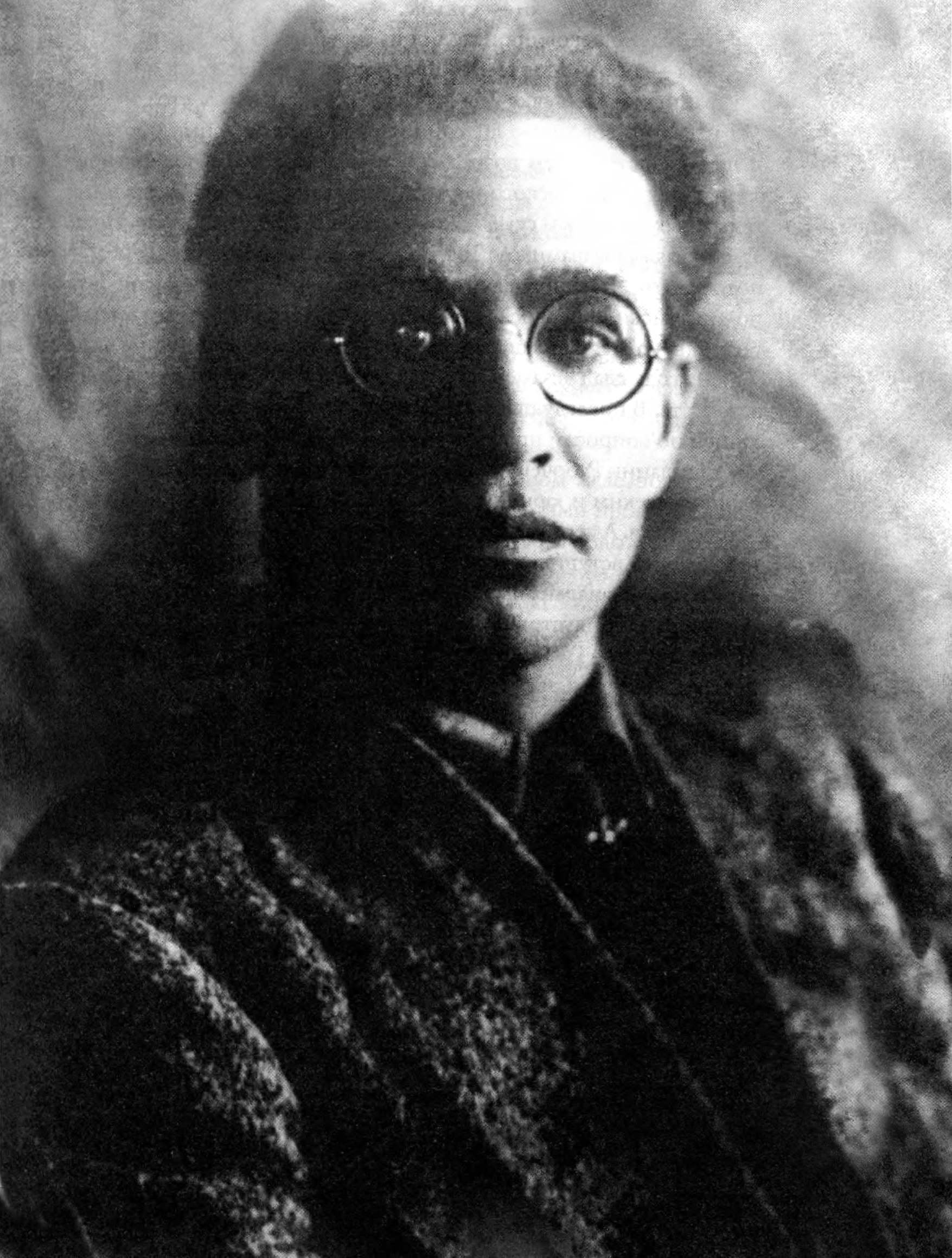
極東共和国を建国したアレクサンドル・クラスノシチョーコフ(1880-1937)、スターリンにより粛清。

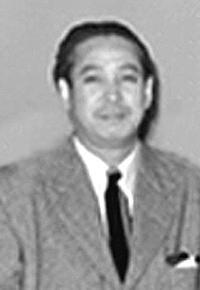
俳優、島田正吾(1905-2004)没。テレビドラマ最高齢主演俳優。

- 1504年 - イサベル1世、カスティーリャ女王（* 1451年）
- 1574年（天正2年11月13日） - 小早川繁平、安芸国の国人領主（* 1542年）
- 1611年（慶長16年10月22日） - 景轍玄蘇、臨済宗の僧（* 1537年）
- 1650年（慶安3年閏10月3日） - 毛利秀元、初代長府藩主（* 1579年）
- 1700年（元禄13年10月16日） - 徳川光友、尾張国尾張藩の第2代藩主（* 1625年）
- 1801年 - デオダ・ドゥ・ドロミュー、地質学者、鉱物学者（* 1750年）
- 1821年（文政4年11月2日） - 木下幸文、歌人（* 1779年）
- 1822年 - カール・アウグスト・フォン・ハルデンベルク、プロイセン宰相（* 1750年）
- 1842年 - ロバート・スミス、アメリカ合衆国国務長官、海軍長官（* 1757年）
- 1851年 - ニコラ＝ジャン・ド・デュ・スールト、ナポレオン戦争期のフランス軍元帥（* 1769年）
- 1855年 - アダム・ミツキェヴィチ、詩人（* 1798年）
- 1857年 - ヨーゼフ・フォン・アイヒェンドルフ、詩人（* 1788年）
- 1861年 - ヴィルヘルム・ヘンゼル、画家（* 1794年）
- 1867年 - ヘルマン・アーダム・フォン・カンプ、教育学者、作家、作詞家（* 1796年）
- 1871年（明治4年10月14日）- 黒駒勝蔵、侠客、尊皇攘夷派志士（* 1832年）
- 1883年 - ソジャーナ・トゥルース、奴隷解放運動家（* 1797年?）
- 1896年 - ベンジャミン・グールド、天文学者（* 1824年）
- 1907年 - 初代三遊亭圓遊、落語家（* 1850年）
- 1911年 - 小村壽太郎、外務大臣（* 1855年）
- 1920年 - 一戸直蔵、天文学者（* 1878年）
- 1923年 - 大谷喜久蔵、日本陸軍の第9代教育総監（* 1856年）
- 1926年 - ジョン・ブローニング、銃器設計者（* 1855年）
- 1926年 - エリシュカ・クラースノホルスカー、作家（* 1847年）
- 1928年 - ラインハルト・シェア、ドイツ帝国海軍軍人（* 1863年）
- 1937年 - アレクサンドル・クラスノシチョーコフ、極東共和国指導者（* 1880年）
- 1938年 - 滝信四郎、実業家(* 1868年)
- 1943年 - 由谷敬吉、野球選手（* 1915年）
- 1944年 - フローレンス・フォスター・ジェンキンス、ソプラノ歌手（* 1868年）
- 1945年 - 三宅雪嶺、評論家（* 1860年）
- 1950年 - ヒューバート・スティーブンス、ボブスレー選手、1932年のレークプラシッド五輪金メダリスト（* 1890年）
- 1952年 - スヴェン・ヘディン、探検家（* 1865年）
- 1954年 - ハロルド・J・ティンパーリ、ジャーナリスト（* 1898年）
- 1959年 - アルバート・ケテルビー、作曲家（* 1875年）
- 1961年 - アレクサンドル・ゴリデンヴェイゼル、ピアニスト（* 1875年）
- 1968年 - アルノルト・ツヴァイク、小説家（* 1887年）
- 1974年 - 沢村国太郎、俳優（* 1905年）
- 1977年 - 吉葉山潤之輔、大相撲第43代横綱（* 1920年）
- 1978年 - 玉置一徳、民社党衆議院議員（* 1912年）
- 1981年 - マックス・エーワ、第5代チェスの世界チャンピオン（* 1901年）
- 1983年 - 木村武雄、政治家（* 1902年）
- 1984年 - 鷲見三郎、ヴァイオリニスト、ヴァイオリン指導者（* 1902年）
- 1986年 - 高川格、囲碁棋士（* 1915年）
- 1990年 - 馮友蘭、新儒家（* 1895年）
- 1991年 - 蕭淑嫻、作曲家（* 1905年）
- 1991年 - 始関伊平、政治家、第45代建設大臣（* 1907年）
- 1993年 - 庄野英二、児童文学者（* 1915年）
- 1995年 - 高杉早苗、女優（* 1918年）
- 1997年 - 奥野健男、文芸評論家（* 1926年）
- 2000年 - 小坂善太郎、政治家（* 1912年）
- 2003年 - 小林千登勢、女優（* 1937年）
- 2004年 - 島田正吾、俳優（* 1905年）
- 2004年 - フィリップ・ド・ブロカ、映画監督（* 1933年）
- 2005年 - 宮城音弥、心理学者、東京工業大学名誉教授（* 1908年）
- 2005年 - フランツ・シェーンフーバー、政治家（* 1923年）
- 2005年 - 鈴木尚之、脚本家（* 1929年）
- 2005年 - 有澤孝紀、作曲家（* 1951年）
- 2006年 - 土屋香鹿、政治家、元福岡県知事（* 1906年）
- 2006年 - 稲葉興作、実業家（* 1924年）
- 2006年 - 小杉健郎、天文学者（* 1949年）
- 2006年 - イサーク・ガルベス、自転車競技選手（* 1975年）
- 2007年 - 磯村隆文、政治家、第16代大阪市長（* 1930年）
- 2007年 - ビル・ハータック、騎手（* 1932年）
- 2008年 - エドウィン・サルピーター、天文学者（* 1924年）
- 2009年 - 四手井綱英、森林生態学者、京都大学名誉教授、京都府立大学名誉教授（* 1911年）
- 2009年 - ニコラ・コヴァチェフ、サッカー選手（* 1934年）
- 2010年 - 五十棲辰男、政治家、元京都府長岡京市長（* 1928年)
- 2010年 - モハマド・アンワル・エラヒー、元サッカー選手、指導者（* 1929年)
- 2010年 - 飯田馬之介、アニメーション映画監督（* 1961年)
- 2011年 - 沼田武、政治家、千葉県知事（* 1922年）
- 2011年 - 平岡定海、華厳宗僧侶、第213世東大寺別当（* 1923年）
- 2011年 - 伊藤清三、数学者、東京大学名誉教授（* 1927年）
- 2011年 - 田井宏之、ミュージシャン（元BEAT CRUSADERS）（* 1977年?）
- 2012年 - ジョセフ・マレー、外科医、腎移植の開発者、ノーベル生理学・医学賞受賞者（* 1919年）
- 2012年 - 麻生文雄、真言宗僧侶､元醍醐寺座主､元真言宗醍醐派管長､元種智院大学学長（* 1925年）
- 2013年 - 榊原喜佐子、文筆家、越後国高田藩榊原家第16代当主榊原政春夫人（* 1921年）
- 2013年 - 桝重正、元プロ野球選手（* 1931年）
- 2013年 - トニー・ムサンテ、俳優（* 1936年）
- 2013年 - 平井宜雄、法学者（* 1937年）
- 2013年 - 金田万寿人、実業家、元トーハン社長（* 1941年）
- 2015年 - 辛島昇、歴史学者（* 1933年）
- 2016年 - 渋谷武、政治学者、新潟大学名誉教授（* 1925年）
- 2016年 - 島田章三、洋画家、版画家、元愛知県立芸術大学学長（* 1933年）
- 2016年 - 藤城裕士、俳優、声優（* 1940年）
- 2017年 - 小平祐、実業家、元日本農薬社長（* 1924年）
- 2017年 - 小長谷清実、詩人（* 1936年）
- 2018年 - トマス・マルドナード、画家、デザイナー、思想家（* 1922年）
- 2018年 - 岩島久夫、元軍人、軍事評論家、元アレン国際短期大学学長（* 1926年）
- 2018年 - スタニスラフ・ゴルコヴェンコ、指揮者、作曲家（* 1938年）
- 2018年 - ベルナルド・ベルトルッチ、映画監督（* 1941年）
- 2018年 - 高取英、劇作家、演出家、漫画評論家、月蝕歌劇団創立者（* 1952年）
- 2018年 - サミュエル・ハディダ、映画プロデューサー（* 1953年）
- 2018年 - 坂井律子、テレビディレクター、ノンフィクション作家（* 1960年）
- 2018年 - ステファン・ヒーレンバーグ、 海洋科学の教育者（* 1961年）
- 2019年 - ジェームズ・ホロウェイ3世、元軍人、元アメリカ海軍作戦部長、大将（* 1922年）
- 2019年 - ケン・カバナ、オートバイレーサー、レーシングドライバー（* 1923年）
- 2019年 - ヤコブ・クーン、元サッカー選手、指導者（* 1943年）
- 2020年 - 渡口初美、料理研究家、政治家（* 1935年）
- 2020年 - 梅村清弘、育社会学者、梅村学園名誉総長（* 1937年）
- 2020年 - ダリア・ニコロディ、女優、脚本家（* 1950年）
- 2021年 - 中田耕治、評論家、小説家、翻訳家（* 1927年）
- 2021年 - スティーヴン・ソンドハイム、作詞家、作曲家（* 1930年）
- 2021年 - マイケル・フィッシャー、物理学者、化学者、数学者（* 1931年）
- 2021年 - 平原まこと、サクソフォーン奏者（* 1952年）
- 2022年 - 巻山晃、アナウンサー、元札幌テレビ放送アナウンサー（* 1940年）
- 2022年 - アルバート・ピュン、映画監督、脚本家（* 1953年）
- 2022年 - フェルナンド・ゴメス、サッカー選手（* 1956年）
- 2022年 - ウラジーミル・マケイ、政治家、外交官、軍人、外務大臣（* 1958年）
- 2023年 - 加藤東洋[3]、実業家、元豊田工機（現ジェイテクト）社長（* 1929年または1930年）
- 2023年 - ブライアン・ゴディング、ギタリスト（* 1945年）
- 2023年 - 石井好博、アマチュア野球指導者（* 1949年）
- 2023年 - 河合幹雄、法学者（* 1960年）
- 2023年 - チバユウスケ、ミュージシャン（The Birthday、元THEE MICHELLE GUN ELEPHANT）（* 1968年）
- 2024年 - 穂積和夫、画家、イラストレーター（* 1930年）
- 2024年 - 森乃阿久太、俳優、落語家（* 1971年）

### 人物以外（動物など）
- 2008年 - アイポッパー、競走馬（* 2000年）

## 記念日・年中行事
- 独立記念日（ モンゴル）
1924年のこの日のモンゴル人民共和国成立を記念。
- ペンの日（ 日本）
1935年のこの日、日本ペンクラブが創立されたことに由来し、同クラブが1965年に制定。
- いい風呂の日（ 日本）
日本浴用剤工業会が制定。「い（1）い（1）ふ（2）ろ（6）」の語呂合せ。
- いい付録の日
雑誌付録のクオリティを広く知らしめることを目的として、日本出版販売株式会社が位置づけている。
- ビン牛乳の日（ 日本）
三重県伊勢市の乳製品メーカーである山村乳業が2024年に日本記念日協会に申請し、認定を受けた。「11」を2本の牛乳瓶に見立てた上で「26」の語呂合わせである風呂に寄り添うように並んで見えることに因んでいる[4][5]。